# Commercial Point
Commercial Point é uma vila localizada no estado norte-americano de Ohio, no Condado de Pickaway.

## Demografia
Segundo o censo norte-americano de 2000, a sua população era de 776 habitantes.
Em 2006, foi estimada uma população de 829, um aumento de 53 (6.8%).

## Geografia
De acordo com o United States Census Bureau tem uma área de
2,8 km², dos quais 2,8 km² cobertos por terra e 0,0 km² cobertos por água. Commercial Point localiza-se a aproximadamente 238 m acima do nível do mar.

## Localidades na vizinhança
O diagrama seguinte representa as localidades num raio de 12 km ao redor de Commercial Point.